# Jules-Amédée Barbey d'Aurevilly
Jules-Amédée Barbey d'Aurevilly (Saint-Sauveur-le-Vicomte, 2 november 1808 – Parijs, 23 april 1889) was een Frans criticus en romanschrijver, die door agressieve kritieken en door zijn scheppend werk protesteerde tegen de 'geest der eeuw', in het bijzonder tegen de naturalistische literatuuropvattingen. In zijn romans en verhalen overheersen de romantiek en het satanisme. Ook de incestueuze liefde was een vast thema in zijn werk.

## Levensloop
Barbey d'Aurevilly beleefde tijdens zijn studie in Caen een romance met Louise du Méril, de echtgenote van zijn neef. Het schandaal dat dit veroorzaakte noopte hem om in 1833 naar Parijs te trekken. Hij brak met zijn welstellende familie en kwam aan de kost als criticus van literatuur en kunst. Hij schreef ook gedichten, romans en novelles maar het succes bleef aanvankelijk uit. Tussen 1851 en 1874 verschenen zijn belangrijkste werken: Une vieille maîtresse (1851), L'Ensorcelée (1854), Le Chevalier des Touches (1864), Un prêtre marié (1865) en Les Diaboliques (1874). Dit laatste boek leverde hem een aanklacht wegens immoraliteit op. In 1856 verzoende hij zich met zijn familie en vanaf 1872 verbleef hij geregeld in Valognes nabij zijn geboortestad.

## Persoonlijkheid
Barbey d'Aurevilly was een opvallende verschijning, eerst als bohemien, later als dandy. Zijn scherpe pen en zijn compromisloze karakter leverden hem veel vijanden op maar ook enkele trouwe vrienden. Op zijn sterfbed werd hij omringd door een schare schrijvers en door zijn secretaresse Louise Read.

## Werken
Romans en novellen:
- Le Cachet d’Onyx (1831)
- L'Amour Impossible (1841)
- La Bague d’Annibal (1842)
- Une vieille maîtresse (1851)
- L'Ensorcelée (1854)
- Le chevalier des touches (1864)
- Un prêtre marié (1864, 1961)
- Les diaboliques (1874) (Ned. Duivelinnen en demonen, 2009, vert. Katelijne de Vuyst & Marij Elias)
- Une histoire sans nom (1882)
- Ce qui ne meurt pas (1884)
- Disjecta membra (1925)

Kritieken:
- Du dandysme et de George Brummell (1845)
- Les Prophètes du Passé (1851)
- Les oeuvres et les hommes (1860-1909)
- Les Ridicules du Temps (1883)
- Le théâtre contemporain (1888-1896)
- Dernières Polémiques (1891)
- Goethe et Diderot (1913)

Dagboek:
- Memoranda (1836-1864)
- Oeuvres complètes (1926-1927)

- Bibsys: 90082724
- Biblioteca Nacional de España: XX1721315
- Bibliothèque nationale de France: cb118901433 (data)
- Catàleg d'autoritats de noms i títols de Catalunya: 981058516387106706
- CiNii: DA01400693
- Gemeinsame Normdatei: 118506498
- International Standard Name Identifier: 0000 0001 2131 7806
- Library of Congress Control Number: n50038290
- Nationale Bibliotheek van Letland: 000132366
- MusicBrainz: ef3cb79a-db54-484d-919f-d8a8c821be1c
- Bibliotheek van het Japanse parlement: 00432270
- Nationale Bibliotheek van Tsjechië: jn19990000437
- Nationale bibliotheek van Australië: 35446961
- Nationale Bibliotheek van Israël: 987007272691905171
- Nationale Bibliotheek van Polen: a0000001178174
- Nationale en Universitaire bibliotheek Zagreb: 000166520
- Nederlandse Thesaurus van Auteursnamen: 06864146X
- Réseau des bibliothèques de Suisse occidentale: 02-A002967935
- Istituto Centrale per il Catalogo Unico: PUVV313963
- LIBRIS: 176754
- SNAC: w6030b00
- Système universitaire de documentation: 026704331
- Trove: 955920
- Virtual International Authority File: 49221211
- WorldCat: E39PBJgH9XkTfgXBJHm7mv9FKd